# Маркос Марковитис
Маркос Марковитис (на гръцки: Μάρκος Μαρκοβίτης, на руски: Константин Васильевич Очалис) е гръцки политик, деец на Комунистическата партия на Гърция.

## Биография
Маркос Марковитис е роден в 1905 година в южномакедонското градче Негуш (Науса), тогава в Османската империя, като първо дете от общо девет в семейството на Григорос Марковитис и Елена Диаманти.
От ранна възраст се увлича по комунистическите идеи. Заради това е изключван от много гимназии, като завършва тази в Патра. Постъпва в юридическия факултет на Атинския университет, но заедно с четирима състуденти е изключен от университета за комунистическа дейност. Изключването се превръща в голям скандал и дори Алберт Айнщайн изпраща на премиера Елевтериос Венизелос две протестни писма с искане за освобождаването на Марковитис.
В 1929 година е призован в армията и още през ноември 1930 година срещу него започва съдебен процес. Осъден е на смърт, но след вълна от протести присъдата е преразгледана и Марковитис получава 4,5 години затвор. Лежи в затвора Сингру. На 15 април 1931 година Марковитис, заедно с 8 други членове на КПГ, избягва от затвора Сингру в Съветския съюз.
Тъй като вече е в СССР, Марковитис сменя фамилията си на Очалис и учи в Комунистическия университет на националните малцинства на Запада. През януари 1932 година става член на ВКП(б). След закриването на унивеситета, той заминава на юг в РСФСР, за да стане главен редактор на гръцкоезичния вестник „Комунист“.
На 21 януари 1938 година е арестуван. Държан е в Бутирка, откъдето изпраща две писма до Сталин със заглавие „Не, аз не съм враг на народа, другарю Сталин“. В съда е обвинен в шпионаж в полза на Гърция и осъден на смърт. Разстрелян е на 19 март 1938 година на полигона „Комунарка”. Реабилитиран е на 6 юни 1957 година.